# 潘塔伊夫卡

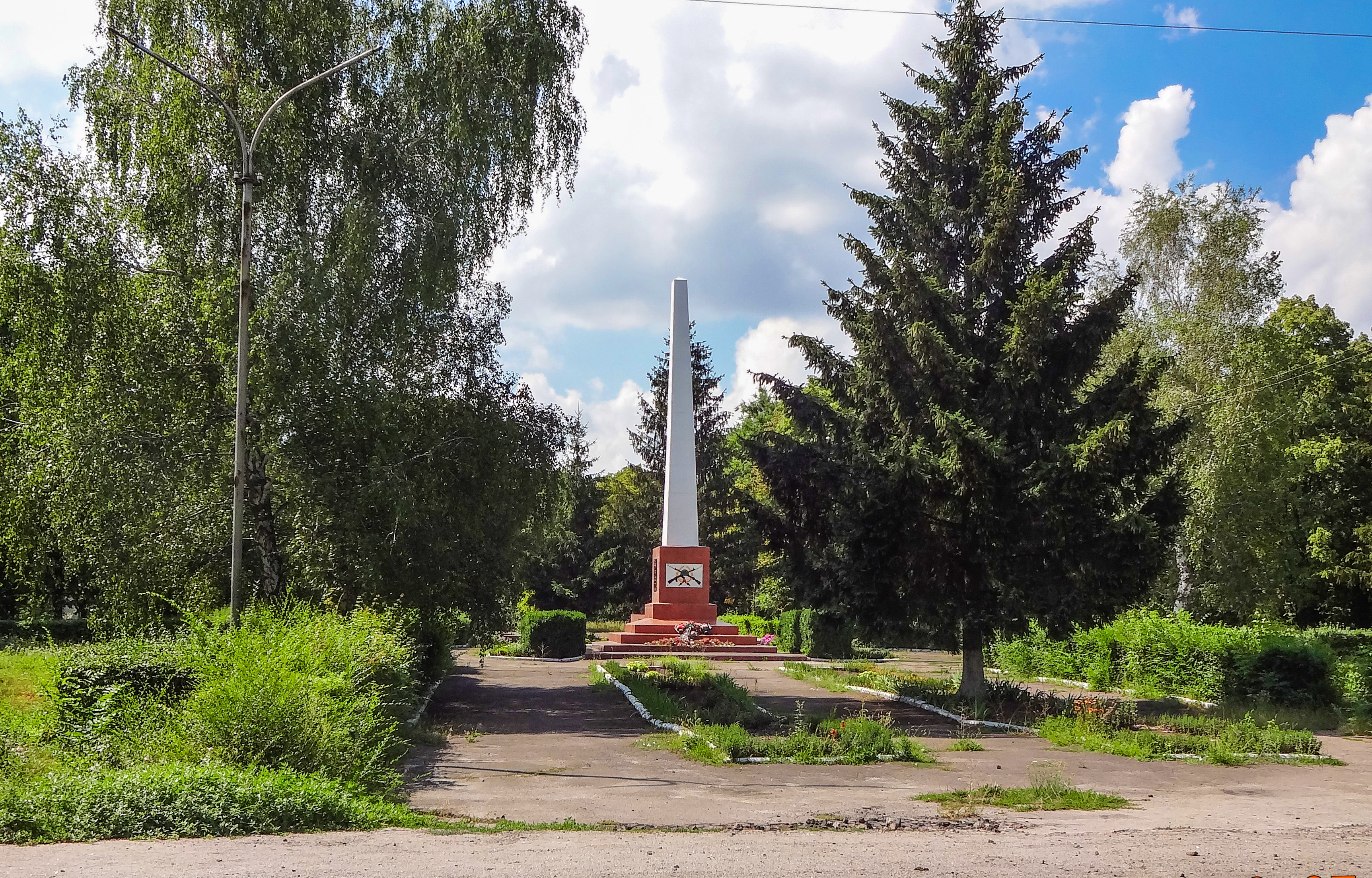
苏联烈士纪念碑

潘塔伊夫卡（烏克蘭語：Пантаївка），又按俄语名译为潘塔耶夫卡，是烏克蘭中部基洛夫格勒州亞歷山德里亞區潘塔伊夫卡市镇内的市級鎮及其行政中心。處於亞歷山德里亞以西18公里，海拔高度182米，2014年人口2,732。